# AllMovie
AllMovie (tidligere All Movie Guide) er en online guideservice med information om film, fjernsynsprogrammer og skuespillere. Siden 2013 har AllMovie.com og AllMovie-brandet været ejet af All Media Network.

## Historie
AllMovie blev grundlagt af populærkultur-arkivaren Michael Erlewine, der også har grundlagt musiksiden AllMusic og spilsiden AllGame.
AllMovie-databasen havde licens til titusindvis af distributører og forhandlere til hjemmesider og kiosker. AllMovie-databasen er omfattende og indeholder grundlæggende information om film og tv-programmer inklusive medvirkende, produktions-credits, referater af handlingen, professionelle anmeldelser, biografier, links til andre relevante sider osv.
AllMovies data bliver tilgået via hjemmesiden AllMovie.com. Den er også tilgængelig via AMG LASSO-mediegenkendelser, som automatisk kan genkende DVD'er.
I slutningen af 2007 købte Macrovision (nu Rovi Corporation) All Media Guide for $72 millioner.
All Media Guide har også AllMusic.com, AllMovie.com og AllGame.com, som blev solgt af Rovi i august 2013 til All Media Network, LLC. Køberne inkluderede også de oprindelige grundlæggere af SideReel og Mike Ackrell, der er investor i Ackrell Capital.
All Media Networks kontorer ligger i San Francisco, Californien, og Ann Arbor i Michigan, USA.